# Bintang Mariah
Bintang Mariah is een bestuurslaag in het regentschap Simalungun van de provincie Noord-Sumatra, Indonesië. Bintang Mariah telt 508 inwoners (volkstelling 2010).